# 赫拉波罗
赫拉波罗（Ωραπόλλων）公元四世纪时人物，是古希腊研究古埃及文字的学者，也是西方最早试图破译古埃及文字的人。
其实有两个名叫赫拉波罗的人，赫拉波罗的事迹在《苏达辞书》也有所提到的，不过却将两个人的赫拉波罗的事迹混淆在了一起。
一个是东罗马皇帝狄奥多西二世（408年-450年）时代的人，是出身于Phanebytis的文法学家，
另一个则是生活在东罗马皇帝芝诺（474年-491年）统治时代的人，他在亚历山大港附近的Menouthis的学校，是古埃及神庙最后的祭祀。按照《苏达辞书》的记载，他试图发起了一个反对基督徒的叛乱，但是因被人告密而逃跑，最后他仍然被逮捕，此后祭祀艾西斯神和欧西里斯神的神殿被到捣毁，他本人则在受到拷打后也皈依了基督教。
赫拉波罗最著名的事迹是留下了一本名为《象形文字》的书（此书的作者看起来应该是上述第二个赫拉波罗），全书分两卷，第一卷解释了70个埃及象形文字，第二卷解释了119个。此书可能最早使用科普特语编撰，但是后来被未知的翻译者翻译成了希腊文。 1419年6月,希腊文本的《象形文字》一书在希腊的安德羅斯島被发现，此后被带到意大利。在意大利的文艺复兴时期产生了很大的影响。
但是此书采用象征主义，表意方法推测古埃及文字的含义。所以并没有正确地给予解释。这给后来破译埃及文字反而造成了一定的麻烦。不过今天的学者看起来，这本书还是至少有一部分是基于对埃及文字的正确理解的。或许是埃及知识阶层试图挽救濒于失传的文化的一次“绝望”的尝试。